# Steinkiste im Jægersborg Dyrehave

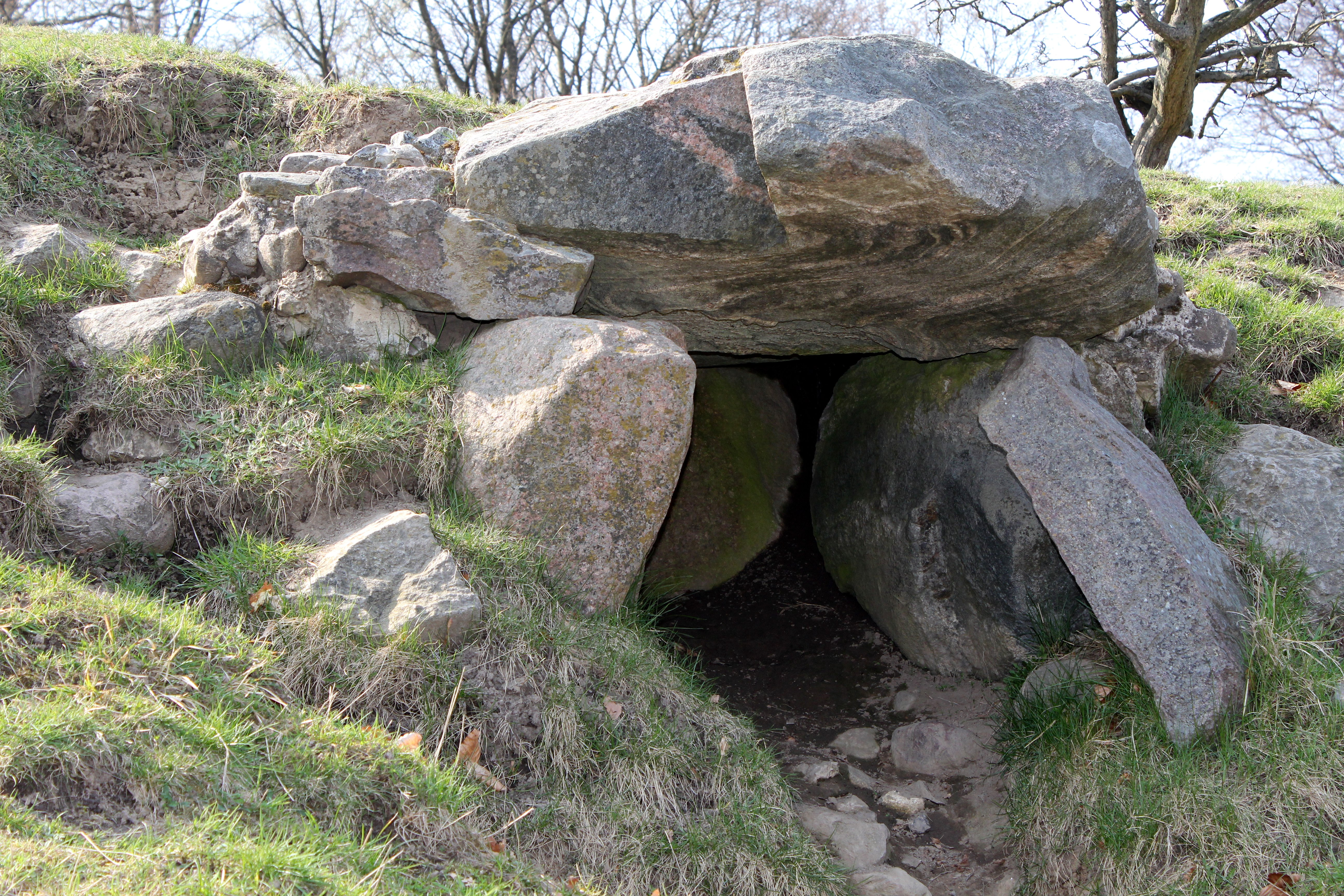
Steinkiste im Jægersborg Dyrehave

Im 11 Quadratkilometer großen Jægersborg Dyrehave in der Lyngby-Tårbæk Kommune, nördlich von Kopenhagen befindet sich nahe der Straße eine gut erhaltene Steinkiste (dänisch Hellekiste) vom Übergang der Stein- zur Bronzezeit mit der Denkmals-Nr. 303014 von 1937.
In der westlichen Hälfte eines 12,0 m messenden, etwa 1,5 m hohen Rundhügels, liegt am Fuße des Hügels eine Steinkiste mit der Öffnung im Osten. Die Kammer ist 1,2 m lang und mittig zwischen den beiden einwärts geneigten Tragsteinen von 0,38 m, die den erhaltenen Deckstein tragen, etwa 0,7 m breit. Der westliche Endstein der Kammer, die aus drei oder vier Tragsteinen bestand, ist in situ, während der östliche Abschluss der Kammer fehlt.